# Warszawa (Nowa Wieś)
Warszawa – część wsi Nowa Wieś w Polsce, położona w województwie wielkopolskim, w powiecie szamotulskim, w gminie Wronki.
W latach 1975–1998 Warszawa należała administracyjnie do województwa pilskiego.